# Der Usedom-Krimi: Winterlicht

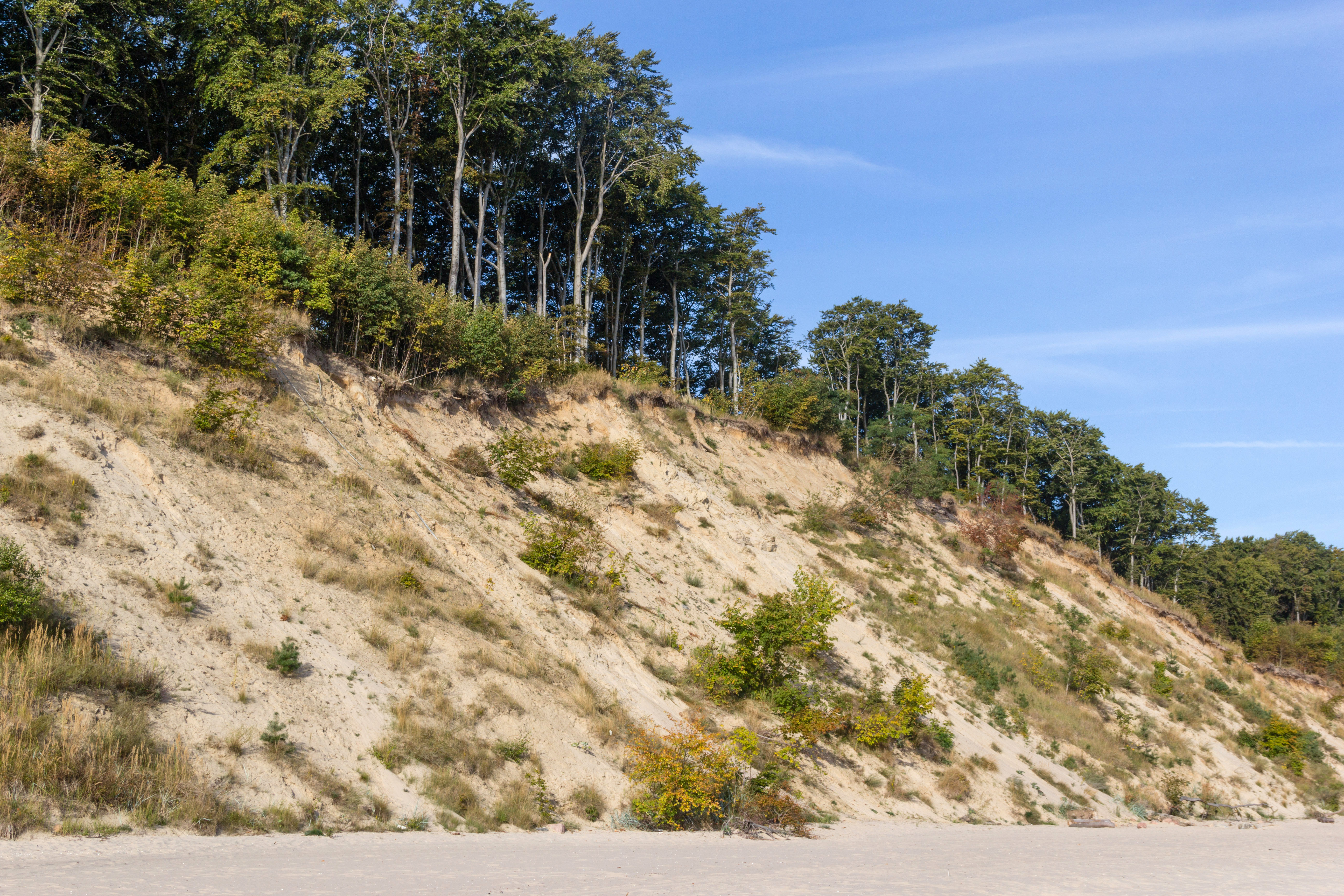
An der Ostseeküste verliert sich die Spur von Julia (Drehort: Steilküste Usedom)

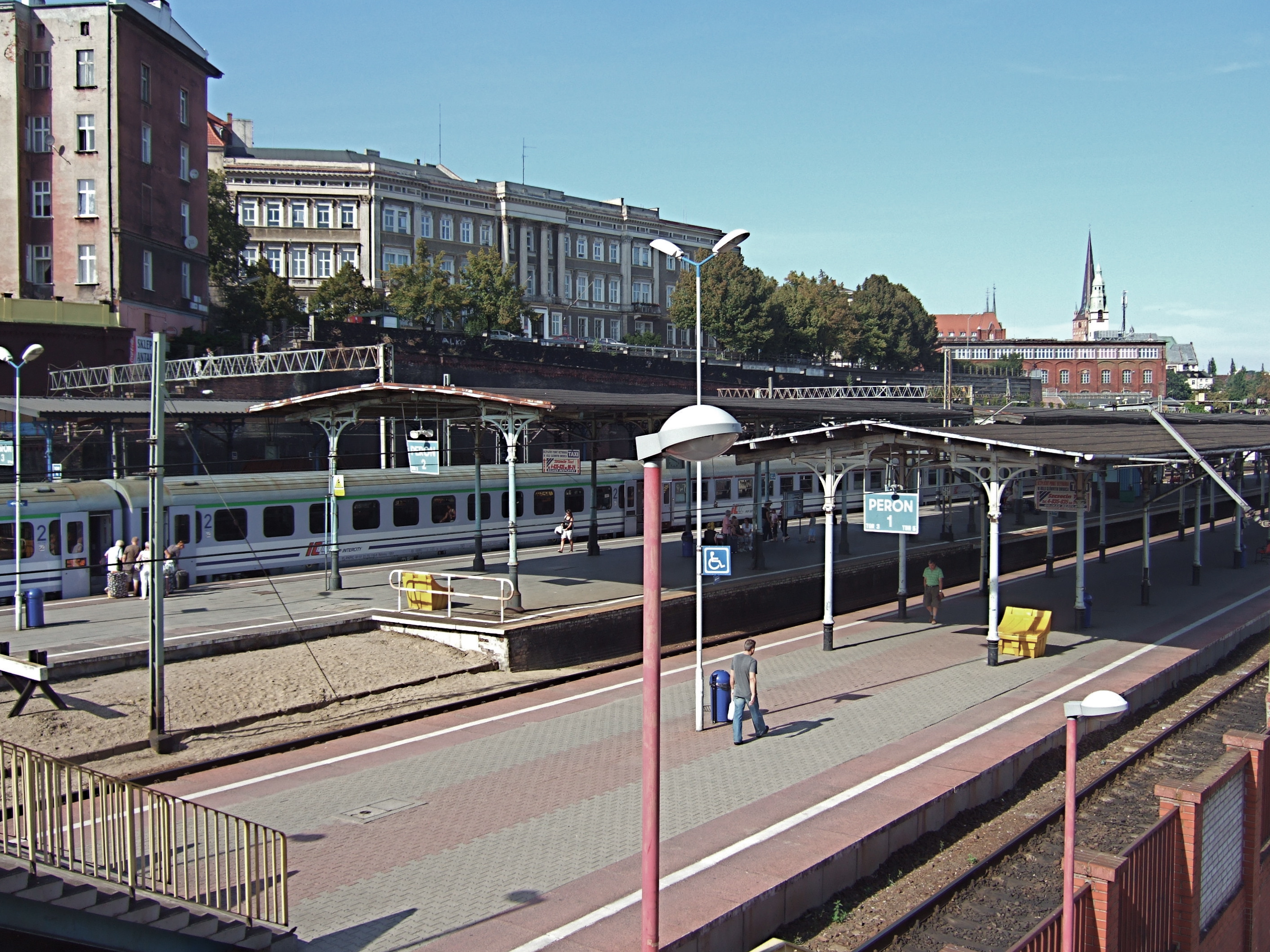
In Polen machen sich Karin und Stefan auf die Suche nach Julia (Drehort: Bahnhof Szczecin Główny)

Winterlicht ist die 6. Folge der Kriminalfilmreihe Der Usedom-Krimi. Die Folge wurde am 31. Januar 2019 im Ersten erstgesendet.

## Handlung
Die ehemalige Kommissarin Julia Thiel ermittelt auf eigene Faust auf einem Grundstück an der Ostseeküste. Dabei wird sie entdeckt und muss fliehen, wobei sie eine Steilküste hinunterstürzt und verletzt liegenbleibt. Ihr Mann Stefan macht sich Sorgen, da Julia, die ein paar Tage Wellnessurlaub machen wollte, sich schon länger nicht gemeldet hat. Stefan vermutet schon ein Verhältnis mit einem polnischen Kollegen. Er wendet sich an Julias Mutter, um gemeinsam nach ihr zu suchen. Zur gleichen Zeit kommt Ellen Norgaard als neue Kommissarin und Nachfolgerin der suspendierten Julia nach Usedom. Karin ist nicht sonderlich erfreut darüber.
Karin findet durch ihre Nachforschungen heraus, dass Julia nach einem jungen Neonazi namens Lutz Bahrmann suchte, der für eine Usedomer Rockergruppe in Polen Spirituosen kaufen sollte. Dessen Mutter hatte Julia angesprochen und ihr den Laptop ihres Sohnes mitgegeben. Karin fährt mit Stefan nach Stettin, wo Julia zuletzt gesehen wurde. Sie finden im Hotelzimmer von Julia auf dem Laptop des Sohnes ein Video, in dem zu sehen ist, wie der gesuchte Deutsche eine junge Polin in einem Waschkeller bedrängt und vergewaltigt. Karin und Stefan können die Polin Milena in einem Bordell in Stettin ausfindig machen, in dem sie sich um die Wäsche kümmert. Von ihr erhalten sie Informationen über den möglichen Aufenthaltsort von Julia. Bahrmann wird wenig später kopflos aus dem Meer gefischt. Es stellt sich heraus, dass er nicht bei einem Unfall mit einer Schiffsschraube ums Leben gekommen ist, sondern der Kopf erst post mortem abgetrennt wurde, woraufhin Norgaard die Ermittlungen aufnimmt.
Julia wird in einer Jagdhütte an der Ostseeküste gefangen gehalten. Sie ist verletzt und wurde von ihren Peinigern nur notdürftig versorgt. Als ein Mann sie vergewaltigen will, kann sie diesen mit einem Geweih töten und flüchtet ins Freie. Als Karin, Stefan und die Polizei eintreffen, ist Julia zunächst nicht zu finden. Es stellt sich heraus, dass der Steuerberater der Usedomer Rockergruppe, Philipp Mölk, eine Beziehung mit Milena hatte. Er erfuhr von der Vergewaltigung durch Bahrmann und ermordete diesen. Mittlerweile wird Julias Leiche von einem Spürhund gefunden.

## Produktion
Winterlicht wurde vom 6. März 2017 bis zum 5. April 2017 unter dem Arbeitstitel Der Usedom Krimi – Bruderkrieg auf der Ostseeinsel Usedom und in Stettin gedreht.
Für diese Folge wurden Aufnahmen mit Drohnen an der berühmten Usedomer Steilküste gemacht, weitere Außenaufnahmen fanden an Drehorten in der Stettiner Innenstadt und am dortigen Bahnhof Szczecin Główny statt.

## Rezeption

### Kritiken
Rainer Tittelbach vergibt in seiner Filmbesprechung auf tittelbach.tv 4 von 6 möglichen Punkten und schreibt „Selten haben sich hierzulande Autoren beim Rausschreiben einer Hauptfigur aus einer Reihe so größe [sic!] Mühe gegeben, selten erfolgte der Wechsel so fließend und für den Zuschauer so nachvollziehbar wie jetzt beim ‚Usedom-Krimi‘ […]. Der Abschied von Lisa Maria Potthoff in ‚Winterlicht‘ ist spannend, und die kleinen dramaturgischen Hänger werden von Jansons Regie und Sichlers vorzüglicher Bildgestaltung mehr als wettgemacht.“

### Einschaltquoten
Die Erstausstrahlung von Winterlicht am 31. Januar 2019 sahen in Deutschland 5,3 Millionen Zuschauer, was einem Marktanteil von 16,7 % entsprach.